# MiR-16

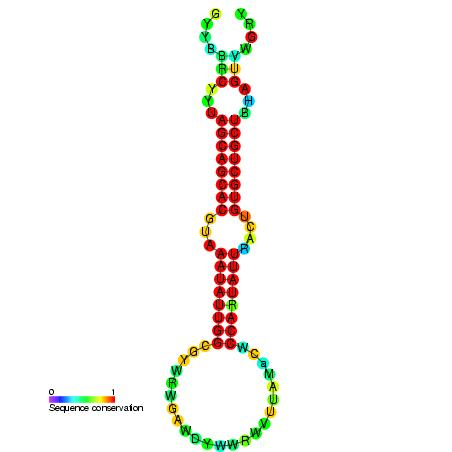

MiR-16 — это cемейство предшественников микроРНК, представляет собой группу родственных небольших некодирующих генов РНК, которые регулируют экспрессию генов . miR-16, miR-15, mir-195 и miR-497 являются родственными последовательностями-предшественниками микроРНК из семейства генов mir-15. Это семейство микроРНК, по-видимому, специфично для позвоночных, и его члены были предсказаны или экспериментально подтверждены для широкого круга видов позвоночных.

## История изучения
Человеческий предшественник miR-16 был обнаружен Калином и его коллегами с помощью подробного профиля экспрессии и анализа кариотипа пациентов. Кариотипирование хромосомных структур у людей с B-клеточной хронической лимфоцитарной лейкемией (B-CLL) показало, что более чем у половины есть изменения в области 13q14. Делеции этой хорошо охарактеризованной 1 мегабазной области генома также наблюдались примерно в 50 % лимфом из мантийных клеток, до 40 % множественной миеломы, и 60 % случаев рака простаты . Всесторонний скрининг региона в то время не предоставил убедительных доказательств участия какого-либо из известных на то время генов. Используя CD5 + B-лимфоциты которые, как известно, накапливаются с прогрессированием B-CLL, минимальная область, потерянная из области 13q14, была тщательно исследована на предмет регуляторных элементов . Общедоступные базы данных последовательностей были использованы для идентификации кластера гена, который кодирует гомолог к человеку miR15 и miR16 от Элеганса Caenorhabditis .

## Генные мишени
В оригинальной публикации, которая идентифицировала действие miR15 и miR16 в развитии B-CLL, Calin и др. Предположили, что miR16 может быть мишенью с несовершенным спариванием оснований для 14 генов. Увеличение количества CD5 + B-лимфоцитов при ХЛЛ предполагает, что miR16 может участвовать в клеточной дифференцировке . В моделях на животных одноцепочечные виды микроРНК действуют путем связывания с несовершенными комплементами мРНК, обычно с 3 'UTR, хотя мишени также наблюдались в кодирующей последовательности мРНК . Подавление miR16 (а также miR15) наблюдали в диффузной большой B-клеточной лимфоме. miR16, как было показано, связывается с парой из девяти оснований с комплементарной последовательностью в 3'-UTR области BCL2, которая является антиапоптотическим геном, участвующим в эволюционно консервативном пути запрограммированной гибели клеток . Было показано, что в линии клеток карциномы носоглотки miR-16 нацелен на 3'-UTR фактора роста эндотелия сосудов (VEGF) и подавляет экспрессию VEGF, который является важным ангиогенным фактором.

## Клиническая значимость
Изменённая экспрессия микроРНК-16 наблюдалась при раке включая злокачественные новообразования груди, толстой кишки , мозга , легких , лимфатической системы , яичников , поджелудочной железы , простаты и желудка . Эта разница в уровнях экспрессии может использоваться для различения злокачественных и здоровых тканей и для определения клинического прогноза . Тот факт, что патология связана с другим профилем экспрессии, привел к предположению, что специфические биомаркеры заболевания могут служить потенциальными мишенями для направленного клинического вмешательства. Совсем недавно появились доказательства того, что при колоректальном раке эффективность лечения моноклональным антителом цетуксимабом можно оценить по типу экспрессии колоректальной карциномы после терапии .
miR-16 и miR-15a сгруппированы в области 0,5 т.п.н. в хромосоме 13 (13q14) у человека, хромосомной области, которая, как было показано, удалена или подавлена примерно в более чем половине B-CLL, наиболее распространенной. форма лейкемии у взрослых. Канцерогенез — это постепенный процесс, включающий множество генетических мутаций, поэтому у каждого пациента со злокачественными новообразованиями присутствует гетерогенная популяция клеток . Тот факт, что потеря микро РНК mir-16 наблюдается в большой части клеток, указывает на изменение, произошедшее на ранней стадии развития и на цель терапевтического вмешательства.